# Malters
Malters est une commune suisse du canton de Lucerne, située dans l'arrondissement électoral de Lucerne-campagne.

## Histoire

Vue aérienne de 400 m par Walter Mittelholzer (1922)

Le territoire de Malters dépend du bailliage habsbourgeois de Rothenburg de 1300 à 1333. Dès 1481, il dépend du bailliage lucernois de Malters et Littau.

## Économie
- Stöckli (entreprise)